# Eleccions provincials de Nova Caledònia de 1995
Les eleccions provincials de Nova Caledònia de 1995 van tenir lloc el 12 de juliol de 1995 per a escollir el Congrés de Nova Caledònia amb els diputats provincials del Nord, Sud i les Illes Loyauté. La composició de la cambra i els assemblees provincials fou modificada posteriorment per l'Acord de Nouméa

## Organització de l'escrutini
Les eleccions són per sufragi universal i el cos electoral són tots aquells que portin residint 10 anys a les Illes a la data de l'escrutini. Aleshores hi havia 103.505 inscrits a aquesta llista electoral especials, d'ells 66.308 al Sud, 23.039 al Nord i 14.158 a les illes Loyauté. La votació, a una sola volta, hi participen llistes proporcionals plurinominals amb la norma de la més votada a cada província, amb un llindar del 5% per a obtenir almenys un escó per les Províncies.
El nombre d'escons és el següent:
- Assemblea de la Província del Sud: 32 escons
- Assemblea de la Província del Nord: 22 escons
- Assemblea de les illes Loyauté: 7escons.

## Resultats
|  | Partit                              | Vots   | %     | Escons al Congrés | Canvi des de 1989 |
|  | ----------------------------------- | ------ | ----- | ----------------- | ----------------- |
|  | RPCR                                | 23.583 | 39,49 | 22                | -5                |
|  | FLNKS-UC                            | 13.660 | 20,84 | 12                | -7                |
|  | Una Nova Caledònia per a Tots       | 8.380  | 12,79 | 7                 | +7                |
|  | UNI-FLNKS                           | 7.017  | 10,71 | 5                 | =                 |
|  | DECA                                | 2.479  | 3,78  | 2                 | +2                |
|  | Front Nacional                      | 2.343  | 3,58  | 2                 | -1                |
|  | Reagrupament per Caledònia a França | 2.280  | 3,48  | 2                 | +2                |
|  | LKS                                 | 1987   | 3,03  | 1                 | =                 |
|  | FDIL                                | 1.510  | 2,30  | 1                 | +1                |
|  | Total                               | 79.321 | 100   | 54                |                   |
|  | Anti-independentistes               | 55.147 | 63,12 | 35                | +1                |
|  | independentistes                    | 24.174 | 36,88 | 19                | -1                |

### Província del Sud
|  | Partit                                   | Vots   | %     | Escons | Canvi des de 1989 |
|  | ---------------------------------------- | ------ | ----- | ------ | ----------------- |
|  | RPCR                                     | 21.259 | 46,37 | 18     | -2                |
|  | Una Nova Caledònia per a Tots            | 7.909  | 17,25 | 7      | +7                |
|  | FLNKS                                    | 4.431  | 12,40 | 3      | -1                |
|  | Front Nacional                           | 2.347  | 5,12  | 2      | -1                |
|  | Reagrupament per Nova Caledònia a França | 2.280  | 4,97  | 2      | 0                 |
|  | Generació Caledoniana                    | 2.006  | 4,37  | 0      | 0                 |
|  | UNI                                      | 1.940  | 4,23  | 0      |                   |
|  | Calédonie demain                         | 1.828  | 3,98  | 0      | -2                |
|  | Unió Oceànica                            | 857    | 1,86  | 0      | -2                |
|  | Objectiu Pacífic Futur                   | 256    | 0,55  | 0      | 0                 |
|  | Total                                    | 45.839 | 100   | 32     |                   |
|  | Anti-independentistes                    | 39.468 | 86,11 | 29     |                   |
|  | independentistes                         | 6.371  | 13,89 | 3      |                   |

### Província del Nord
|  | Partit                        | Vots   | %     | Escons | Canvi des de 1989 |
|  | ----------------------------- | ------ | ----- | ------ | ----------------- |
|  | FLNKS-Unió Caledoniana        | 5.602  | 34,29 | 6      | -5                |
|  | UNI-FLNKS                     | 5.077  | 31,08 | 5      | +5                |
|  | RPCR                          | 2.597  | 15,90 | 2      | -2                |
|  | DECA                          | 2.479  | 15,17 | 2      | +2                |
|  | LKS Kanaky Avenir             | 335    | 2,05  | 0      | 0                 |
|  | Grup de l'Aliança Multiracial | 243    | 1,48  | 0      | 0                 |
|  | Total                         | 16.333 | 100   | 15     |                   |
|  | independentistes              | 11.014 | 67,43 | 11     | 0                 |
|  | Anti-independentistes         | 5.319  | 32,57 | 4      | 0                 |

### Illes Loyauté
|  | Partit                        | Vots   | %     | Escons | Canvi des de 1989 |
|  | ----------------------------- | ------ | ----- | ------ | ----------------- |
|  | FLNKS Iaii Drehu Nengone      | 3.972  | 38,39 | 3      | -1                |
|  | RPCR                          | 2.121  | 20,50 | 2      | =                 |
|  | LKS-Kanaky Avenir             | 2.090  | 20,20 | 1      | =                 |
|  | FDIL                          | 1.647  | 15,92 | 1      | +1                |
|  | Una Nova Caledònia per a Tots | 515    | 4,97  | 0      | 0                 |
|  | Total                         | 10.345 | 100   | 7      |                   |
|  | independentistes              | 9.830  | 95,03 | 5      | =                 |
|  | Anti-independentistes         | 515    | 4,97  | 2      | =                 |